# Kuk (Papua-Nowa Gwinea)
Kuk – stanowisko archeologiczne w Papui-Nowej Gwinei, będące świadectwem rolniczej działalności człowieka na przestrzeni ostatnich kilku tysiącleci. Obejmuje 116 ha bagien na wyżynnym terenie w południowej części kraju.
Badania archeologiczne dowiodły, że teren ten był niemal nieprzerwanie wykorzystywany rolniczo przez ostatnie 7 do 10 tysięcy lat. Znaleziska z tego obszaru pozwalają prześledzić historię rozwoju metod uprawy ziemi – od sypania kopców po budowę systemów osuszania bagien za pomocą rowów melioracyjnych.
W 2008 roku wpisane na listę światowego dziedzictwa UNESCO.